# Agacão I
Agacão I (em persa: آغا خان اوّل; romaniz.: Āghā Khān I), ou, menos frequentemente, mas mais correcto آقا خان اوّل) foi Haçane Ali Xá (حسن علی شاه), a quem, em 1817, o Xá da Pérsia Fate Ali Xá deu este título, juntamente com a mão da sua filha, a princesa Sarv-I Jahan. Haçane era o 46º Imame dos ismailitas.
Haçane nasceu em 1804 (1219 do Calendário islâmico) em Kahak (uma aldeia próxima da cidade de Qom, no Irão), filho de Xá Calil Alá, o 45º imame dos ismailitas e de Bibi Sarcara, filha de Maomé Sadique Maalati. Com a morte de seu pai, em 1817, ele tornou-se (com 13 anos) o  46º imame dos ismailitas, mas isso não impediu que fosse despojado dos seus bens por um administrador desonesto. Sua mãe então decidiu ir com o filho a Teerão pedir justiça, o que conseguiu, pois o Xá decidiu reaver os bens roubados, punir os desordeiros e dar a Haçane, o cargo de governador da província de Carmânia e ainda o título real de Agacão.
Aparentemente devido a intrigas da corte, o Agacão caiu em desgraça e decidiu fugir para a Índia e pedir a protecção dos britânicos, que dominavam aquele país. Isso deu-se durante a Primeira Guerra Anglo-Afegã, entre 1839 e 1842 e, na sua fuga para a Índia, o Agacão teve a oportunidade de ajudar as tropas britânicas. Mais tarde, ele continuou a apoiar os dominadores britânicos, ajudando a resolver disputas entre os seus súbditos ismailitas; devido a esse apoio, os britânicos conferiram-se o título de “Sua Alteza” e um salário condizente. Morreu em Mumbai, em 1881 e foi sucedido nas suas honras pelo seu filho, que se tornou Agacão II.

## Biografia
O imame Haçane Ali Xá nasceu em 1804 em Kahak, Irã, filho de Xá Calil Alá, o 45º imame Ismaelita, e Bibi Sarkara, a filha de Maomé Sadique Mahallati ( 1815), um poeta e Ni'mat Allahi Sufi.